# 千葉県公安委員会
千葉県公安委員会（ちばけんこうあんいいんかい）は、千葉県警察を管理するため千葉県知事所轄の下に設置される行政委員会である。5人の委員で組織される。所在地は千葉市中央区市場町1-2である。

## 委員
2021年12月26日現在
- 委員長
  - 秋口守國
- 委員
  - 小堀陽史（元成田国際空港株式会社代表取締役副社長[2][3]）
  - 羽田明（医師）
  - 佐久間英利（千葉銀行取締役会長[4]）
  - 佐藤健太郎（元千葉県総務部長）

## 下部組織
- 千葉県警察